# Hendersonville (Carolina del Norte)
Hendersonville es una ciudad ubicada en el condado de Henderson en el estado estadounidense de Carolina del Norte. Es sede del condado de Henderson. La localidad en el año 2000, tenía una población de 10.420 habitantes en una superficie de 15.5 km², con una densidad poblacional de 675.6 personas por km².

## Geografía
Hendersonville se encuentra ubicada en las coordenadas 35°19′14″N 82°27′42″O / 35.32056, -82.46167. Según la Oficina del Censo, la localidad tiene un área total de 15,5 km² (6 mi²), de la cual 15,4 km² (5,9 mi²) es tierra y 0 km² (0 mi²) (0.17%) es agua.

### Localidades adyacentes
El siguiente diagrama muestra a las localidades en un radio de 8 kilómetros (5 mi) de Hendersonville.

## Demografía
En el 2000 la renta per cápita promedia del hogar era de $30.357, y el ingreso promedio para una familia era de $39.111. El ingreso per cápita para la localidad era de $19.926. En 2000 los hombres tenían un ingreso per cápita de $30.458 contra $22.770 para las mujeres. Alrededor del 16.80% de la población estaba bajo el umbral de pobreza nacional.

## Hermanamiento
- Almuñécar, España